# Thomas Wolfe

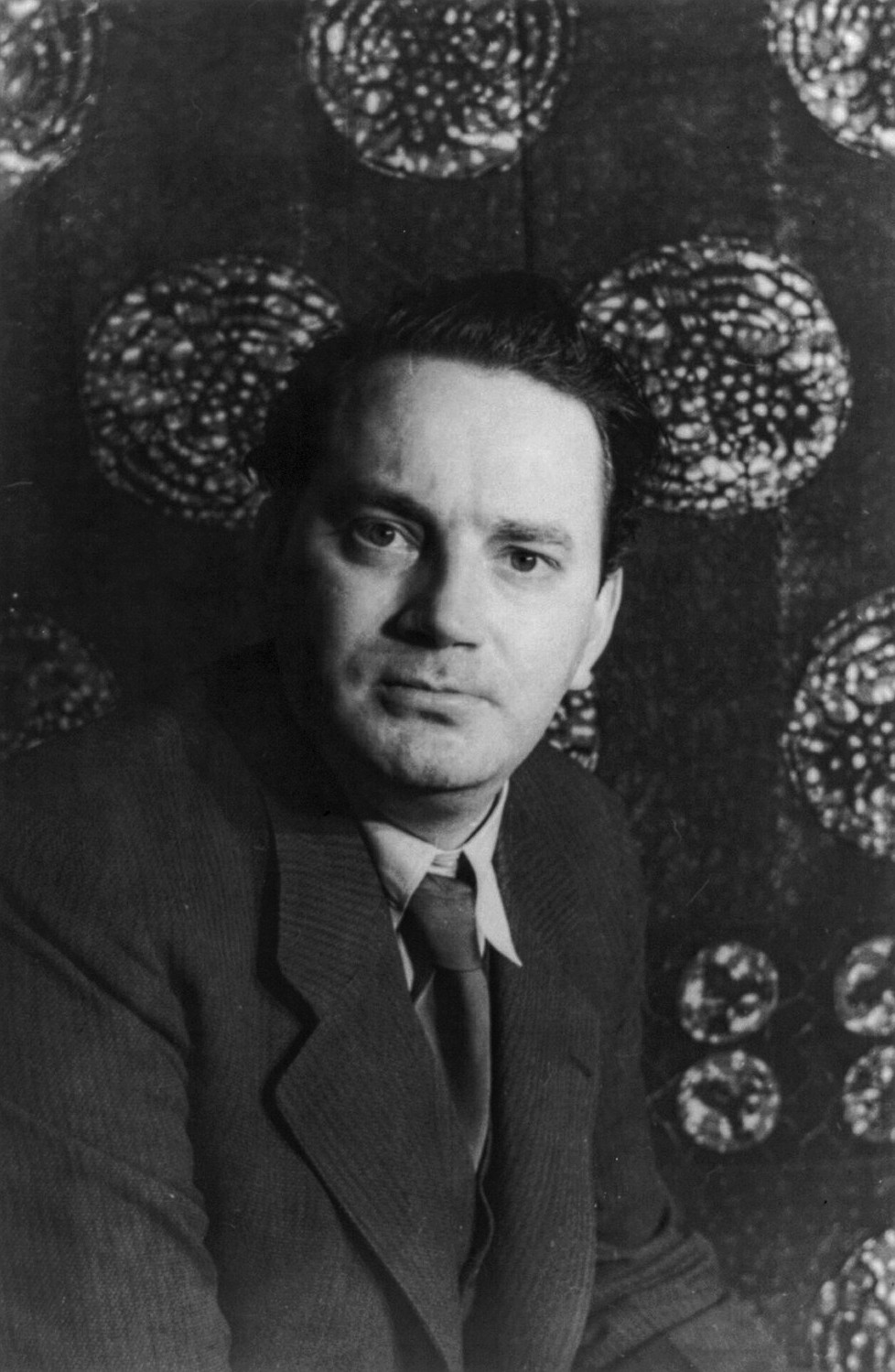
Thomas Wolfe 1937, Foto von Carl van Vechten

Thomas Clayton Wolfe (* 3. Oktober 1900 in Asheville, North Carolina; † 15. September 1938 in Baltimore, Maryland) war ein amerikanischer Schriftsteller.

## Leben
Wolfe wurde als letztes von acht Kindern in Asheville, North Carolina, als Sohn einer irisch-schottischen Mutter und eines pennsylvaniadeutschen Steinmetzen geboren.
Er studierte vier Jahre an der University of North Carolina at Chapel Hill, war Schauspieler bei den Carolina Playmakers und studierte ab 1920 weiter an der Harvard University. Nach Misserfolgen als Dramatiker hatte er von 1924 bis 1929 eine Stelle als Dozent für amerikanische Literatur und Englisch am Washington Square College der Universität New York, die er dann jedoch aufgab, um sich ganz dem Schreiben zu widmen. Sinclair Lewis würdigte ihn in seiner Nobelpreisrede 1930 mit den Worten:
Da ist Thomas Wolfe, ein Junge von, ich glaube, dreißig oder weniger Jahren, dessen einziger Roman Look Homeward, Angel an die Seite unserer besten Literaturwerke gestellt werden kann, eine kolossalische Schöpfung von tiefer Lebenslust.

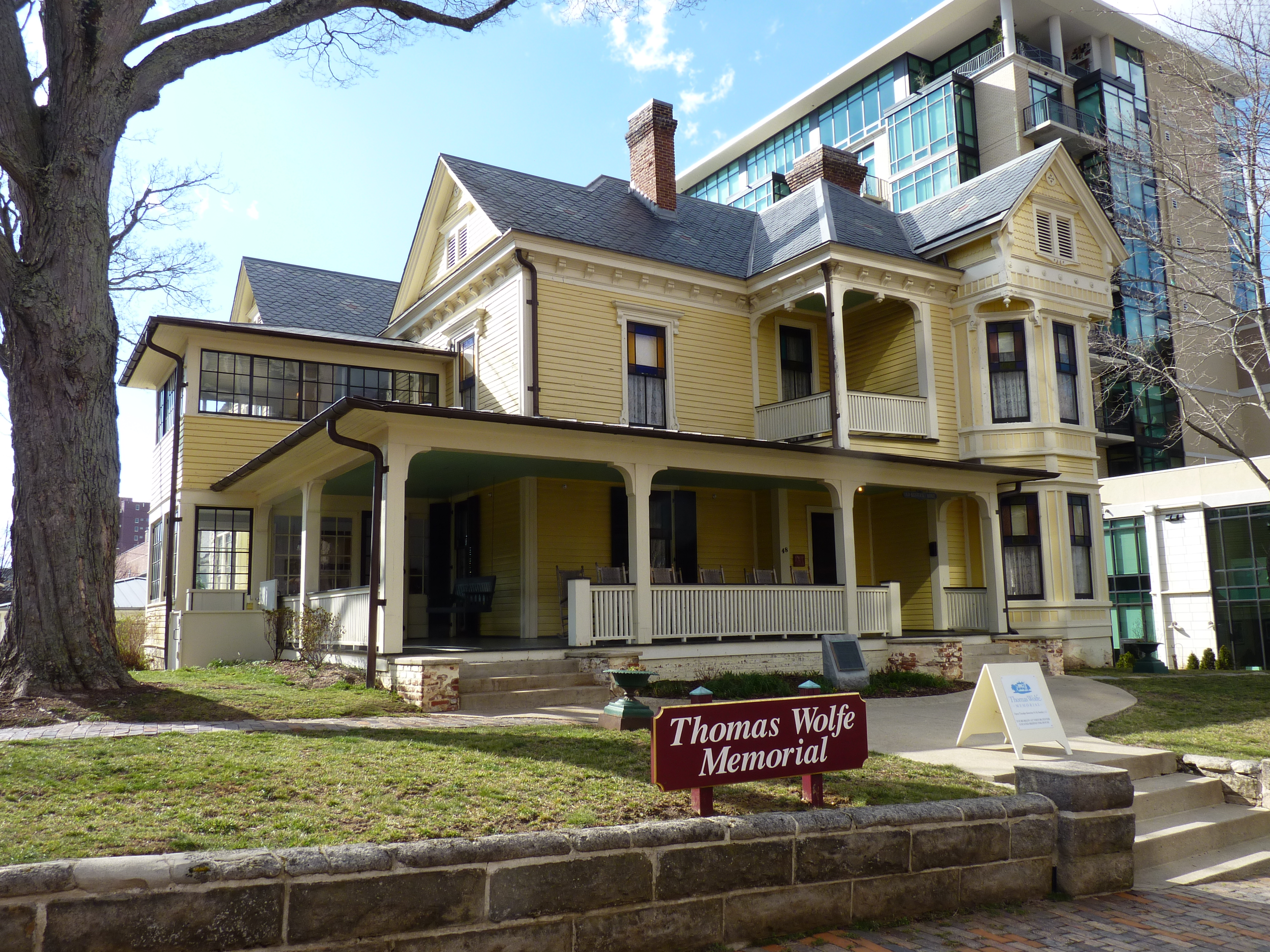
Thomas Wolfes Haus in Asheville, North Carolina

Wolfe unternahm sechs Reisen nach Europa. Zwischen 1926 und 1936 reiste er durch Deutschland (diese Reisen summierten sich auf insgesamt acht Monate), hin und her zwischen München, Berlin, Wiesbaden, Bonn, Köln, Leipzig, Frankfurt und Freiburg. Er besuchte das Oktoberfest, den Schwarzwald, Museen und Bars. Während der Olympischen Sommerspiele 1936 war er in Berlin, wo er seinen deutschen Verleger Ernst Rowohlt traf. Sein Scharfblick für die veränderten Verhältnisse in Deutschland hat sich vor allem in Es führt kein Weg zurück niedergeschlagen, wo er hellsichtig die Verhaftung eines Juden an der Reichsgrenze beschreibt.
In dem expressionistischen Dichter Hans Schiebelhuth fand er für seine ersten beiden Romane einen kongenialen Übersetzer, der dazu beitrug, dass Wolfe sich zeitweise in Deutschland höher geschätzt fühlte als in seiner Heimat. In Amerika gehörte William Faulkner, in Deutschland Hermann Hesse zu seinen Bewunderern. Thomas Wolfe starb 1938 an Gehirntuberkulose und wurde in seiner Heimatstadt Asheville, die er als Altamont unsterblich gemacht hatte, im Familiengrab beigesetzt. Geweb und Fels und Es führt kein Weg zurück wurden postum aus den hinterlassenen Manuskriptmassen zusammengestellt.

## Werke

### Deutschsprachige Ausgaben

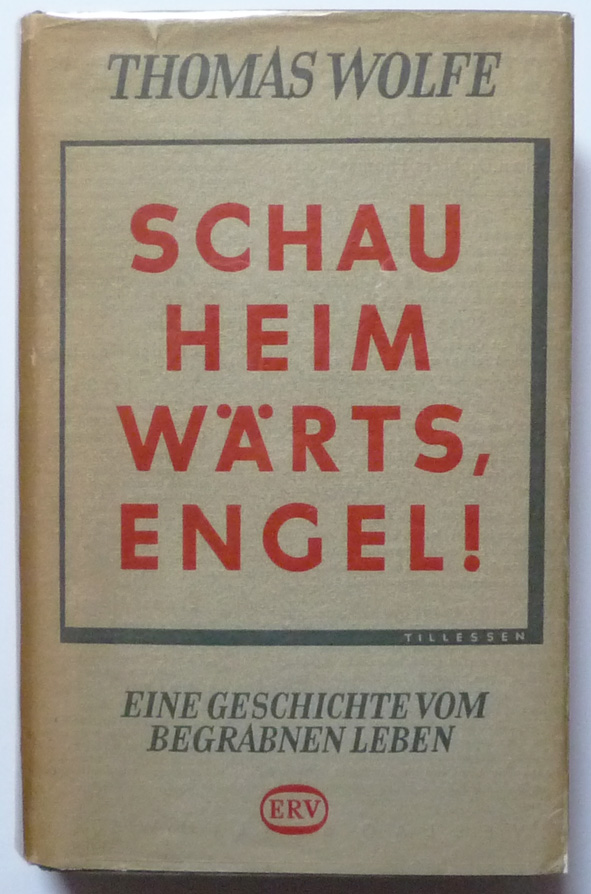
Schau heimwärts, Engel! Eine Geschichte vom begrabnen Leben. Deutsche Erstausgabe, Rowohlt, Berlin 1932

- Schau heimwärts, Engel! Eine Geschichte vom begrabnen Leben (Look Homeward, Angel. A Story of the Buried Life. 1929), dt. Übers. von Hans Schiebelhuth, Berlin 1932, Hamburg 1954;      * auf Gutenberg lesbar, siehe Weblinks.
  - Schau heimwärts, Engel. Eine Geschichte vom begrabenen Leben (O Lost: A Story of the Buried Life. UP South Carolina, 2000, Erstdruck der ungekürzten Erstfassung), dt. Neuübers. von Irma Wehrli, Kommentar von Klaus Modick, Manesse Verlag, München 2009, ISBN 978-3-7175-2183-9.
- Vom Tod zum Morgen Erzählungen (From Death to Morning, 1935), dt. Übers. von Hans Schiebelhuth, Berlin 1937, Hamburg 1952.
- Von Zeit und Strom (Of Time and the River, 1935), dt. Übers. von Hans Schiebelhuth, Berlin 1936, Hamburg 1952.
  - Von Zeit und Fluss. Legende vom Hunger des Menschen in seiner Jugend (Of time and the river), dt. Neuübers. von Irma Wehrli, Nachwort Michael Köhlmeier, Manesse Verlag, Zürich 2014, ISBN 978-3-7175-2326-0
- Die Geschichte eines Romans (The Story of a Novel, 1936), dt. Übers. von Hans Schiebelhuth in Uns bleibt die Erde, Zürich 1951.
- Geweb und Fels (The Web and the Rock, 1939), dt. Übers. Bern 1941 (Strom des Lebens), Neuausgabe von Susanna Rademacher, Hamburg 1953.
- Es führt kein Weg zurück (You can't go home again, 1940), dt. Übers. von Ernst Reinhard, Bern 1942 und von Susanna Rademacher, Hamburg 1950.
- Hinter jenen Bergen Erzählungen (The Hills Beyond, 1941), dt. Übers. von Susanna Rademacher, Hamburg 1956.
- Sämtliche Erzählungen (Short Stories, 1947)
- Briefe an die Mutter (The letters of Thomas Wolfe to his mother, Julia Elizabeth Wolfe), dt. Übers. von Ina Seidel, Nymphenburger 1949, dtv 1961 (leicht gekürzt).
- Briefe (Letters, 1956), dt. Übers. von Susanna Rademacher, Hamburg 1961.
- Willkommen in Altamont! - Herrenhaus, Dramen und kleine Stücke, dt. Übers. von u. a. Susanna Rademacher, Hamburg 1962.
- Der verlorene Knabe Erzählung, aus dem Amerikanischen von Erich Wolfgang Skwara. Mit einem Nachwort von Paul Nizon. Suhrkamp Verlag, Frankfurt am Main 1998.
- Oktoberfest. Ein literarisches Wiesn-Schmankerl (A Literary Tidbit from the Munich Beer Festival), Manesse Verlag, Zürich 2010 ISBN 978-3-7175-4083-0.
- Die Party bei den Jacks (The Party at Jack's, 1995), aus dem Englischen von Susanne Höbel, Nachwort von Kurt Darsow, Manesse Verlag, Zürich 2011, ISBN 978-3-71752234-8.
- Eine Deutschlandreise Hg. v. Oliver Lubrich, übersetzt aus dem amerikanischen Englisch von Renate Haen, Barbara von Treskow und Irma Wehrli. Manesse Verlag, Zürich 2020, ISBN 978-3-717524243[5].
- Eine Reise durch den Westen. Aus dem Englischen von Heide Lipecky. Mit einer Vorbemerkung von Kurt Darsow. Sinn und Form 4, Berlin 2020. ISBN 978-3-943297-54-6.

### Weitere Veröffentlichungen
- Mannerhouse: A Play in a Prologue and Three Acts (1948), dt. Übers. von Peter Sandberg Hamburg 1953,  in Willkommen in Altamont! - Herrenhaus.
- A Western Journal: A Daily Log of the Great Parks Trip, June 20-July 2, 1938 (1951)
- Welcome to our City: A Play in Ten Scenes (1957), dt. Übers. von Susanna Rademacher in Willkommen in Altamont! - Herrenhaus.
- The Mountains: A Play in One Act; The Mountains: A Drama in Three Acts and a Prologue (1970)
- My Other Loneliness: Letters of Thomas Wolfe and Aline Bernstein (Hrsg. Suzanne Stutman, 1983)
- The Complete Short Stories (Hrsg. Francis E. Skipp, 1987)
- The Good Child´s River – a Previously Unpublished Novel (Hrsg. Suzanne Stutman, 1994)

### Zweisprachige Ausgaben
- Wer Brooklyn kennt / Those who know Brooklyn. Aus dem Englischen von Hans Schiebelhuth. Herausgegeben von Elena Moreno Sobrino. Calambac Verlag, Niederstetten 2024, ISBN 978-3-943117-30-1.

## Verfilmungen
- 1961: Schau heimwärts, Engel
- 1972: Erinnerung an einen Sommer in Berlin
- 1979: Es führt kein Weg zurück (You can't go home again)
- 2016: Genius – Die tausend Seiten einer Freundschaft. Jude Law verkörpert Thomas Wolfe.

## Hörspiele
- 1954: Damals im Park – Bearbeitung: Ludwig Klein und Fritz Heinrich Ryssel, Regie: Hans Goguel (Hörspiel – SDR)
- 1954: Das Herrenhaus – Bearbeitung: Gustaf Gründgens, Regie: Wilhelm Semmelroth (Hörspiel – NWDR)
- 1954: Das Herrenhaus – Bearbeitung: Ingeborg Bachmann, Regie: Friedrich-Carl Kobbe (Hörspiel – BR)
- 1968: Das Herrenhaus (Das Herrschaftshaus) - Bearbeitung: Ingeborg Bachmann, Regie: Ferry Bauer (Hörspielbearbeitung - ORF Oberösterreich)